# Hermann Göring
« Goering » et « Göring » redirigent ici. Pour les autres significations, voir Goering (homonymie).
Hermann Göring, ou Goering, né à Rosenheim le 12 janvier 1893 et mort à Nuremberg le 15 octobre 1946, est un militaire, homme politique et criminel de guerre allemand, dirigeant de premier plan du parti nazi et du gouvernement du Troisième Reich.
Décoré comme as de l'aviation pendant la Première Guerre mondiale, il rejoint le parti nazi en 1922. Blessé lors du putsch de la Brasserie en 1923, il développe peu de temps après une dépendance à la morphine dont il ne se débarrassera qu'à la fin de sa vie. Nommé ministre sans portefeuille dans le premier cabinet Hitler en 1933, il est responsable de la création de la Gestapo, organisation dont il cédera le contrôle à Heinrich Himmler en 1934. Il est ensuite nommé commandant en chef de la Luftwaffe en 1935 et ministre de l'Aviation. Il cumule ces titres avec d'autres fonctions dont notamment responsable du Plan de quatre ans, ministre de l'Intérieur de Prusse, chef de la chasse du Reich, Reichsmarschall (plus haut grade de toute la Wehrmacht), etc. Pendant la durée du régime, il amasse une fortune gigantesque à coups de pressions, rackets internes au régime et spoliation des biens juifs. Il est connu pour son goût du luxe, des diamants ou des châteaux, dont il ordonne la construction en pleine guerre.
Condamné à mort par pendaison à l'issue du procès de Nuremberg en raison de ses responsabilités écrasantes tout au long du régime, il se suicide en avalant une capsule de cyanure juste avant son exécution.

## Jeunesse

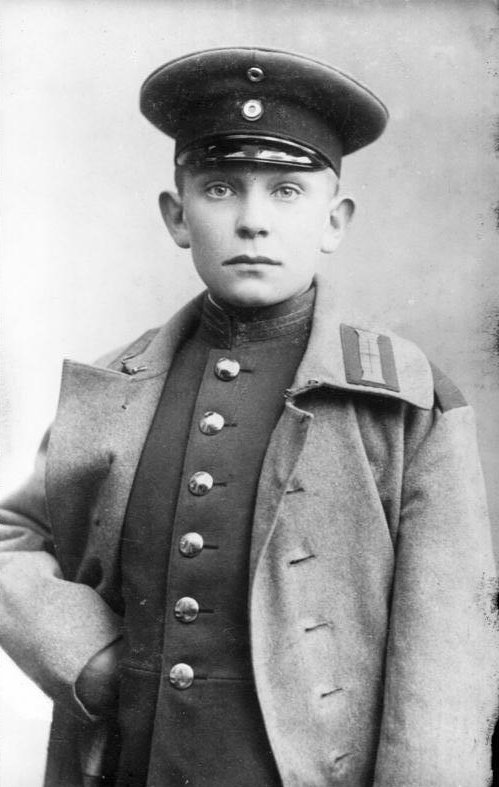
Hermann Göring en 1907.

Hermann Göring est le fils de Heinrich Ernst Göring et de Franziska Tiefenbrunn (née le 21 avril 1859, morte le 15 juillet 1923). Après avoir participé en tant qu'officier de l'armée prussienne aux campagnes de 1866 contre l'Autriche et de 1870 contre la France, son père exerce des fonctions de juge à Metz, puis à Altkirch. Remarqué par Bismarck, Heinrich Göring est nommé premier commissaire du Reich en Afrique du Sud-Ouest, charge qu'il exerce à compter de 1888. Avant de partir pour le continent africain, le père de Göring épouse en secondes noces Fransziska Tiefenbrunn, une fille de paysans, de vingt ans sa cadette. En Afrique, à Windhoek, elle donne naissance à un fils, Karl Ernst (1885) puis deux filles, Olga Thérèse Sophie (1889) et Paula Elisabeth Rosa (1890). Heinrich Göring ayant ensuite été muté en Haïti (1889), son épouse revient en Allemagne pour y donner naissance à Hermann. Elle retourne ensuite rejoindre son époux et laisse son fils durant trois ans à la garde d'une amie (Madame Graf). Hermann Göring aura encore un autre frère cadet, Albert en 1895 (celui-ci aidera ultérieurement des personnes persécutées par le régime nazi).
Vers 1899, le père de Göring, qui a été mis à la retraite, accepte la proposition du parrain de Hermann, Hermann von Epenstein (de), médecin anobli d'origine juive, de s'installer dans un des deux châteaux qu'il vient d'acquérir. C'est chez Epenstein que Göring passe la plus grande partie de son enfance dans le château Veldenstein (de), à trente kilomètres au nord-est de Nuremberg. Il s'y initie à l'escalade et devient un excellent alpiniste. Les biographes nazis de Göring passèrent sous silence le fait que son parrain, qui exerça apparemment une grande influence sur le jeune Hermann, était d'origine juive, tout comme ils n'évoquèrent jamais le fait que sa mère avait entretenu une liaison avec Epenstein, au point que son frère cadet ressemblait étrangement à ce dernier.
La scolarité de Hermann débute mal. Il ne supporte pas la discipline et se montre paresseux. Un changement d'école, de Fürth à Ansbach, ne résout pas le problème. Sur la suggestion de son parrain, il est envoyé en 1908 à l'École des cadets de Karlsruhe. Cette affectation provoque une transformation radicale du jeune Göring qui se plie à la discipline militaire et sort de l'école avec d'excellentes notes, ce qui lui permet d'accéder sans difficulté à l'académie militaire de Gross-Lichterfelde, près de Berlin, où sont formés les futurs officiers de l'armée impériale. Il en sort en mars 1911 avec le grade de sous-lieutenant.
Le chevalier von Epenstein, venant d’épouser une femme de quarante ans sa cadette, se sépare de sa maîtresse et demande à la famille de Göring de quitter le château de Burg Veldenstein. Le père de Göring, gravement malade et devenu alcoolique, meurt peu après. C'est dans ces conditions que Hermann Göring est affecté au 112e régiment d'infanterie (de) à Mulhouse qu'il rejoint en janvier 1914.

## Première Guerre mondiale
Entre son affectation et le début de la Première Guerre mondiale, Göring mène la vie normale d'un jeune officier d'infanterie en garnison. Au déclenchement de la guerre et conformément aux plans établis par l'état-major de Moltke, son unité fait retraite à l'est du Rhin. Göring est toutefois chargé de plusieurs missions de reconnaissance au-delà du Rhin qu'il met à profit pour en découdre avec des unités françaises, ce qui lui vaut la croix de fer de deuxième classe.
À l'automne 1914, l'unité de Göring est envoyée dans les Vosges. Lorsque le front se fige, celle-ci prend position dans le secteur de Baccarat. L'humidité et le froid qui règnent dans les tranchées ont un effet désastreux sur Göring : il est terrassé par une crise de rhumatisme qui affecte les articulations des membres inférieurs et il est évacué à l'hôpital de Metz. C'est là que Bruno Loerzer, qu'il avait connu au 112e régiment d'infanterie et qui a passé son brevet de pilote, lui suggère de rejoindre l'arme aérienne, en lui expliquant que cela lui permettra de s'extraire de la boue des tranchées. Göring établit une demande de transfert pour l'aviation et suit une formation d'observateur aérien.
Fin 1914, il est affecté en cette qualité à la base aérienne de Stenay près de Verdun. À l'époque, l'armée allemande rencontre de grandes difficultés pour obtenir des photographies exploitables de la zone d'opération. Au prix de manœuvres audacieuses, le tandem Göring-Loerzer rapporte d'excellentes prises de vue de la zone de Verdun. Les deux hommes sont régulièrement appelés à l'état-major pour commenter les clichés qu'ils rapportent. Après une mission particulièrement réussie, le Kronprinz en personne leur décerne la croix de fer de première classe (Eiserne Kreuz Erster Klasse) le 25 mars 1915.
Cela ne suffit cependant plus à Göring (qui allait jusqu'à emporter un fusil et des grenades lors de ses missions de reconnaissance) qui demande à se faire affecter à la chasse. Le 30 juin 1915, il est affecté à l'école d'aviation de Fribourg.
Il rejoint la 5e Jagdstaffel (escadrille de chasse) en octobre 1915 et remporte sa première victoire le 16 novembre 1915 en abattant un Farman au-dessus de Tahure. Il poursuit la guerre dans différentes unités. Il est pris en chasse et blessé lors d'un combat aérien le 31 mars 1916 avec le pilote français André du Bois de Gennes de l'escadrille Spa 57, lequel pilotait un Nieuport monoplace. Revenu au 5e Jagdstaffel, il est contraint à un atterrissage forcé, après un engagement contre six avions anglais au cours duquel il est blessé. Il passe les quatre mois suivants dans différents hôpitaux militaires et en convalescence.
Il rejoint, au printemps 1917, le front et la 26e Jagdstaffel commandée par Bruno Loerzer. Lorsque l'escadrille est transférée sur le front des Flandres, Göring se voit confier le commandement de la 27e Jagdstaffel qui opère dans le même secteur. Pendant ces années d'opérations, Göring fait preuve d'un comportement chevaleresque, s'abstenant notamment d'achever ses adversaires lorsque ces derniers sont à court de munitions. Il accumule ainsi les victoires en combat aérien et, le 2 juin 1918, le Kaiser lui décerne à Berlin la médaille Pour le Mérite.

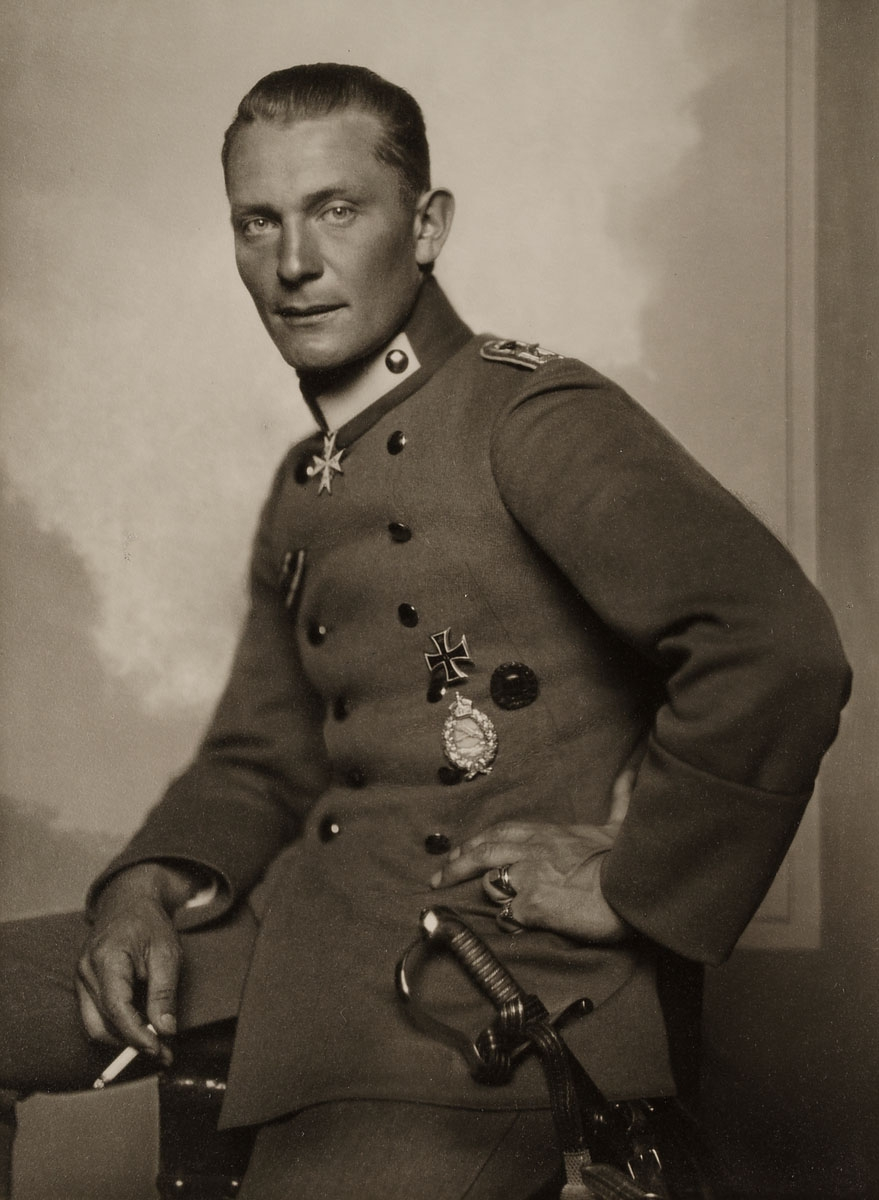
Hermann Göring en 1918.

Le 8 juillet 1918, alors qu'on attendait à ce poste Ernst Udet ou Erich Löwenhardt, Göring succède au capitaine Reinhard — mortellement blessé lors de l'essai d'un nouveau modèle d'avion — au commandement de l'escadron de chasse de Richthofen (Jagdgeschwader 1), dont il devient le dernier chef à l'âge de 25 ans. Pendant toute la durée de la guerre, Göring aura enregistré vingt-deux victoires confirmées. Toutefois le sort de la guerre est en train de tourner en défaveur de l'Allemagne. Dans le ciel, Göring et ses hommes sont confrontés à de nouveaux modèles d'avions alliés plus efficaces et moins vulnérables et sur terre la situation se dégrade inexorablement, obligeant les escadrilles allemandes à chercher des aérodromes de repli. Fin octobre 1918, les puissances centrales s'effondrent et, au début du mois de novembre, le Reich ouvre des négociations avec les alliés. Göring reçoit l'ordre, le 11 novembre, conformément aux dispositions de l'armistice, d'acheminer les avions de son escadrille de l’aérodrome de Tellancourt à Strasbourg afin de les livrer aux forces françaises, cependant, avec l'assentiment de ses principaux pilotes, il désobéit et ramène les avions à Darmstadt.
Le jour de la démobilisation officielle de l'escadrille à Aschaffenburg, près de Francfort, Göring se livre à une diatribe contre les socialistes allemands qui exercent le pouvoir en Allemagne. De passage à Berlin, il assiste en décembre 1918 au Philharmonique de Berlin à une grande réunion d'officiers où le ministre de la Défense du nouveau gouvernement socialiste les incite à soutenir les autorités et à renoncer aux décorations, insignes de grade et épaulettes. Göring monte alors sur la scène et, avec toute l'énergie de sa jeunesse, se lance dans un violent discours où il déclare notamment « Ceux qui sont à blâmer, ce sont ceux qui ont excité le peuple, qui ont poignardé notre glorieuse armée dans le dos, sans autre but que de parvenir au pouvoir et de s'engraisser aux dépens du peuple. Je demande à tous de nourrir une haine, une haine profonde et durable, pour ces porcs qui ont outragé le peuple allemand et nos traditions. Le jour viendra où nous les chasserons d'Allemagne. Préparez-vous pour ce jour ; travaillez pour ce jour ! »
Outre qu'il accrédite la légende du « coup de poignard dans le dos », ce discours coupe définitivement au jeune Göring toute possibilité d'être admis dans les cadres de la future Reichswehr. De retour chez sa mère à Munich, il doit même se cacher pour échapper aux unités des soviets de soldats et d'ouvriers qui recherchent les anciens officiers de l'armée impériale. Il se réfugie chez le capitaine anglais Beaumont, avec qui il a sympathisé après avoir abattu son avion et l'avoir fait prisonnier pendant la guerre, et qui est désormais chargé de superviser le démantèlement de l'aviation allemande pour le compte des alliés.

## Après-guerre et engagement dans le nazisme

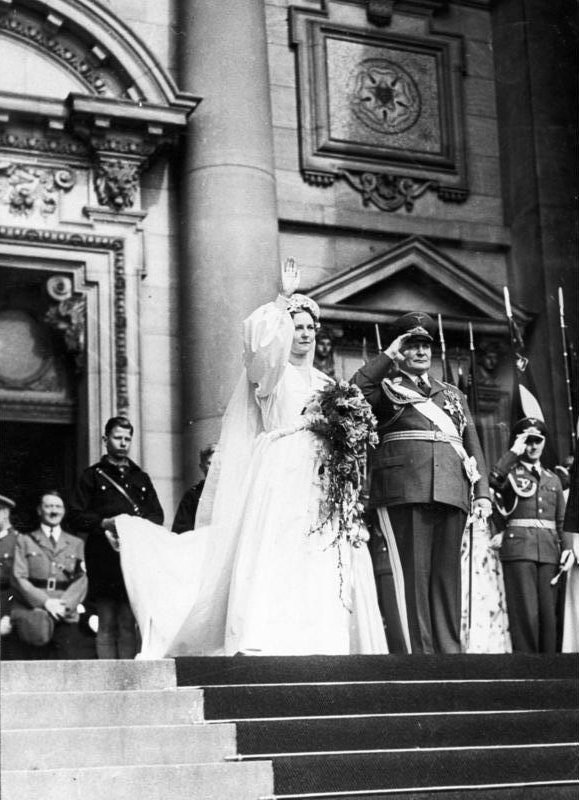
Lors de son mariage avec Emmy Sonnemann en 1935. On peut apercevoir Hitler à l'arrière-plan.

En 1919, il devient pilote commercial au Danemark, où il devient également représentant de la firme Fokker. En 1920, ayant trouvé un meilleur emploi, il quitte le Danemark pour la Suède où il est alors employé par la Svensk Lufttrafik comme pilote de ligne. C'est là qu'il rencontre sa première femme, Carin, baronne von Kantzow, née von Fock, liée au milieu de l'aristocratie et de la finance, il l'épouse le 3 février 1923 à Munich.
Göring retourne en Allemagne en automne 1921 et assiste à des cours d'histoire et de sciences politiques à l’université de Munich ; pendant ces cours qu'il n'a pas terminés, ses opinions le poussent vers le parti NSDAP (Nationalsozialistische Deutsche Arbeiterpartei). Après avoir assisté à un discours de Hitler en octobre 1922, il rencontre personnellement celui-ci en tête à tête avant d'adhérer au parti. Laurence Rees relève à ce propos que « le principal enseignement du témoignage de Göring est qu’Hitler n’eut pas besoin de le convaincre de quoi que ce soit – ils partageaient déjà tous les deux le même diagnostic de ce qui n’allait pas en Allemagne […] ce qu’Hitler offrait par-dessus tout à Göring (comme à beaucoup d’autres), c’était l’assurance profonde d’être conforté dans ce qu’il pensait déjà sur le monde – la confirmation de la légitimité totale de son opinion ». Göring refuse, dans un premier temps, d'être nommé à un poste de direction ou de commandement à ses débuts au sein du parti, de crainte que l'on puisse penser qu'il était venu rencontrer Hitler à cette fin. Ainsi, pendant un ou deux mois, il demeure dans l'ombre. Hitler lui confie en décembre 1922 le commandement des sections d'assaut ou SA (Sturmabteilung), les « chemises brunes », en prenant la suite de Hans Ulrich Klintzsch (en), dont le chef d'état-major est le capitaine Ernst Röhm.
Lors du putsch manqué de Munich, dans la nuit du 8 au 9 novembre 1923, il est atteint à l'aine par deux balles au cours de la fusillade entre nationaux-socialistes et forces de l'ordre. Il est emmené dans la cour du no 25 de la Residenzstraße où il est recueilli par Robert Ballin, propriétaire juif (Göring l'épargnera par la suite lors des déportations). Il a alors recours à la morphine dont il deviendra dépendant. À la suite d'un mandat d’arrêt lancé à son encontre, il se réfugie en Autriche. Il demeure plusieurs semaines dans une clinique d’Innsbruck, gagne ensuite l'Italie où il rencontre Mussolini, puis rejoint la Suède où il accompagne sa femme rappelée dans son pays natal par l'annonce de la mort de Mme von Fock ; le couple y reste ensuite quatre années. L'ancien as de la Première Guerre mondiale se laisse alors aller — il devient obèse et aigri, les douleurs de sa blessure ne lui laissent aucun répit, sauf quand la morphine les lui fait oublier. L'assuétude à la morphine prend fermement racine en lui ; de plus, la folie le guette, ce qui l'amène à être interné le 1er septembre 1925 au Langbro Asylum.
L'amnistie prononcée par Hindenburg lui permet de retourner en Allemagne en automne 1927, où il est accueilli par Adolf Hitler avec peu d'enthousiasme, car ce dernier a été mis au fait de son état de santé mentale. En effet, la direction des SA demeure à la charge de Franz Pfeffer von Salomon et Göring doit se rendre à Berlin afin de trouver un emploi. Cependant, grâce à ses contacts personnels dans le milieu de l’industrie, il collecte des fonds pour subventionner le parti nazi et devient représentant pour trois firmes allemandes : BMW, Heinkel et Tornblad. Il est élu député en Bavière aux élections législatives de mai 1928 et devient ainsi l'un des douze premiers députés nazis au Reichstag. Il est réélu en septembre 1930 tandis que le parti national-socialiste obtient 107 sièges au Reichstag. Göring espère alors reprendre le commandement des SA, mais Hitler confie ce poste à Ernst Röhm qu'il vient tout juste de rappeler d'Amérique latine à cet effet.
Le 17 octobre 1931, son épouse Carin meurt de la tuberculose. Quatre ans plus tard, il épouse en secondes noces une actrice allemande, Emmy Sonnemann : Hitler est le témoin officiel du marié. Le couple a pour fille Edda Göring.

## Carrière politique

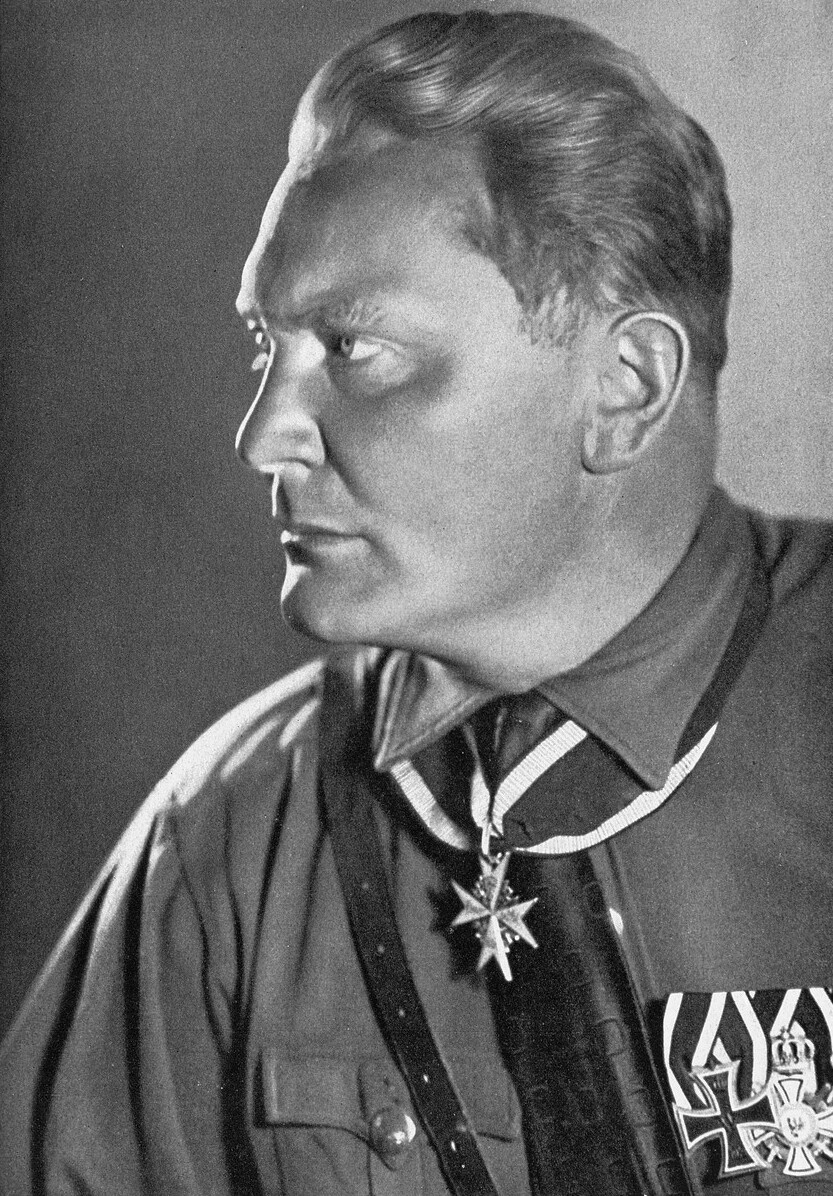
Hermann Göring en 1932.

Le parti national-socialiste obtient une large victoire aux élections législatives du 31 juillet 1932, en remportant 230 sièges sur les 608 du Reichstag. Hindenburg refuse néanmoins de nommer Hitler chancelier et maintient son ami Franz von Papen à ce poste. Le 30 août 1932, Göring devient président du Reichstag après la formation d'une coalition entre le centre, le parti NSDAP et le parti du peuple bavarois. Le Reichstag est incendié pendant la nuit du 27 au 28 février 1933, probablement par un jeune néerlandais amblyope, Marinus Van der Lubbe, militant conseilliste ; selon certaines sources, les pistes remonteraient à Göring comme organisateur du complot, bien qu'aucune preuve formelle ne puisse être avancée, et provoque une vague d'assassinats. Si Göring s'est parfois vanté en privé d'être le responsable de l'incendie, à en croire Hermann Rauschning (auteur tenu en suspicion par plusieurs historiens), des historiens comme Ian Kershaw pensent qu'il s'agit là de ses fanfaronnades habituelles, et que les nazis ont exploité l'incendie du Reichstag par un déséquilibré communiste sans l'avoir organisé eux-mêmes.

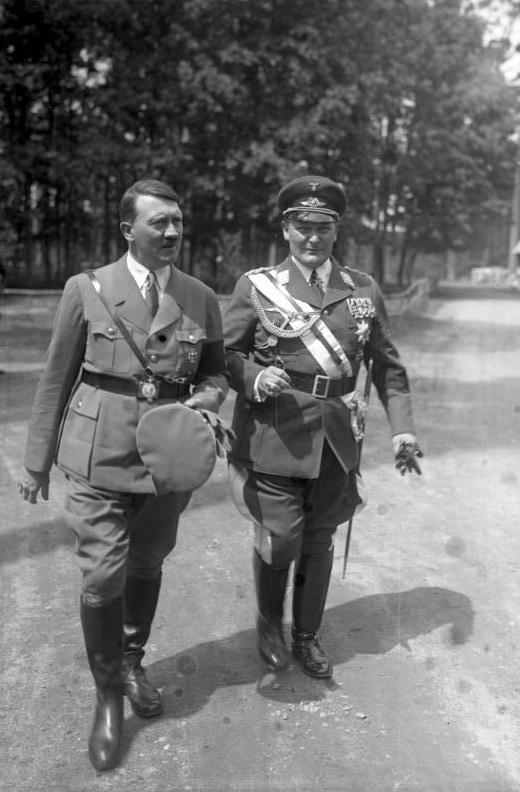
Göring avec Adolf Hitler en 1934.

Göring est ministre de l'Intérieur pour la Prusse et ministre sans portefeuille dans le premier gouvernement Hitler du 30 janvier 1933, et il ouvre les vannes de la violence en déchaînant les SA contre les opposants, avant comme après l'énigmatique incendie du Reichstag. Il aide à l'ouverture des premiers camps de concentration et crée le 26 avril 1933 le bureau de la police politique (« Gestapa », Geheime Staatspolizeiamt) prussienne, renommé par la suite Gestapo, abréviation de Geheime Staats Polizei, en français : « police secrète d’État », dont il cède progressivement la responsabilité à Himmler entre 1934 et 1936.
Göring devient aussi ministre de l'Aviation (Reichsluftfahrtminister) en 1933. Fin juin 1934, lors de la nuit des Longs Couteaux, il dirige avec les SS la rafle et le massacre des SA, ainsi que d’autres personnalités représentant de possibles obstacles politiques.
Il est nommé en 1935 commandant en chef de la Luftwaffe au sein du ministère de l'Aviation. Il soutient en Espagne le général Franco par l’envoi de la légion Condor célèbre par le bombardement de Guernica (1937).
Dès 1936, il prépare économiquement l'Allemagne à la guerre en qualité de responsable du Vierjahresplan en français : « Plan de quatre ans » avec l'aide de Paul Körner et devient le responsable de l'autarcie et du dirigisme économique. En 1937, il fonde la Reichswerke Hermann Göring ; ce cartel comprendra par exemple 228 sites sidérurgiques et sera en 1944 la plus grande firme sidérurgique d'Europe, et l'entreprise publique la plus grande du monde. Dès 1938-1939, Göring organise pour ce faire la mainmise sur les industries stratégiques des pays annexés (Autriche, protectorat de Bohême-Moravie), prélude à la mise en coupe réglée des pays conquis. En tant que responsable du Plan, il s'oppose fréquemment au ministre de l'Économie Hjalmar Schacht, qui démissionne en 1937 pour ne garder que son poste de président de la Reichsbank (et le titre de ministre sans portefeuille).

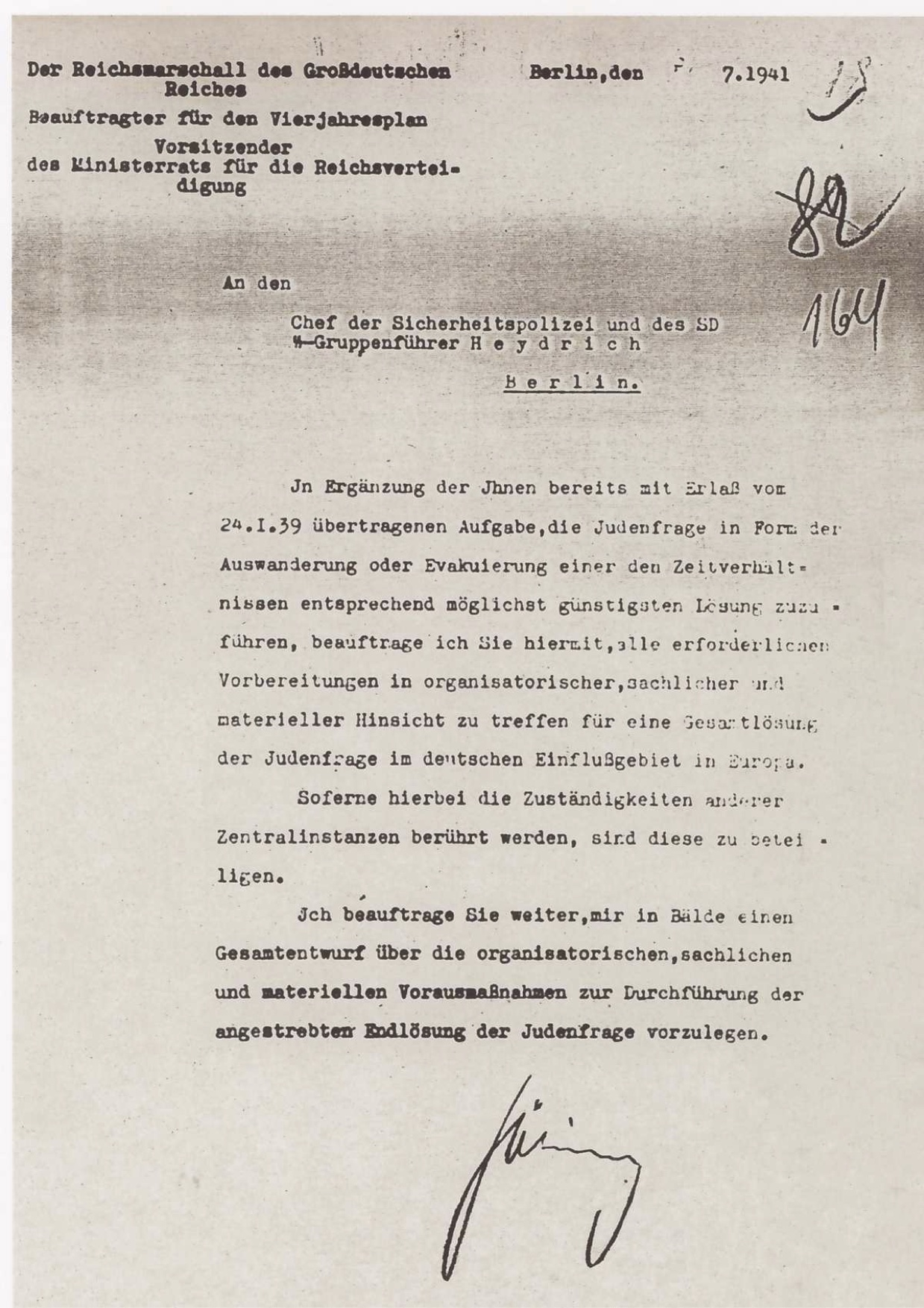
Document (de juillet 1941) signé de Göring donnant pour mission à Heydrich de préparer et mettre en place la solution finale de la question juive.

Actif dans les « questions juives », Göring joue un rôle très important dans les persécutions antisémites et en particulier dans l'aryanisation. Après la nuit de Cristal organisée par Goebbels (9 novembre 1938), il participe à l'aspect financier du pogrom, inflige cyniquement une amende exorbitante d'un milliard de marks aux Juifs pour les « désordres » et les dégâts matériels du pogrom et met en place les rouages qui participent à l'aryanisation de l'économie, c'est-à-dire la nationalisation des biens juifs, qu'il lie à la politique de réarmement dans un discours en décembre 1938. Il encourage leur émigration forcée. C'est sur son initiative que sont créés les premiers camps de concentration. Il missionne Heydrich par un ordre du 31 juillet 1941 de prendre toutes les mesures nécessaires à la mise en place de la « solution finale de la question juive » et de travailler à ce projet.
Il est nommé au grade de Generalfeldmarschall après l'affaire Blomberg-Fritsch. En 1938, il négocie avec l’Angleterre, la France, la Hongrie, l’Italie et la Pologne l’Anschluss avec l’Autriche.
Alors que Joachim von Ribbentrop, ministre des Affaires étrangères du Troisième Reich, pousse à la guerre contre la France, Göring est hostile à cette guerre ; il est conscient, malgré ses fanfaronnades, que le Reich ne peut pas gagner contre une coalition européenne. Ainsi, au moment de la crise de Munich, il met un avion à disposition de l'attaché militaire français, le capitaine Stehlin dans le but de lui permettre de constater les préparatifs de guerre, d'en informer les autorités françaises et, au besoin de déclencher une réaction qui ferait obstacle précocement à une telle guerre. Paul Stehlin rend compte de la construction de la ligne Siegfried et des autres préparatifs de guerre à l'ouest. À son retour à Paris, en septembre 1939, il va ultérieurement constater que les enveloppes contenant ses travaux n'ont pas même été ouvertes. En août 1939, Hermann Göring tente une ultime négociation par l'entremise de l'industriel suédois Dahlerus.

## Seconde Guerre mondiale

### Présidence du conseil ministériel pour la défense du Reich
Le 30 août 1939, Göring se voit confier la présidence du conseil ministériel pour la défense du Reich, nouvellement créé à sa demande. Censé fonctionner comme un cabinet de guerre, il regroupe progressivement un certain nombre de dignitaires nazis, mais cesse de fonctionner dès février 1940, à la demande de Hitler.

### Commandement de la Luftwaffe

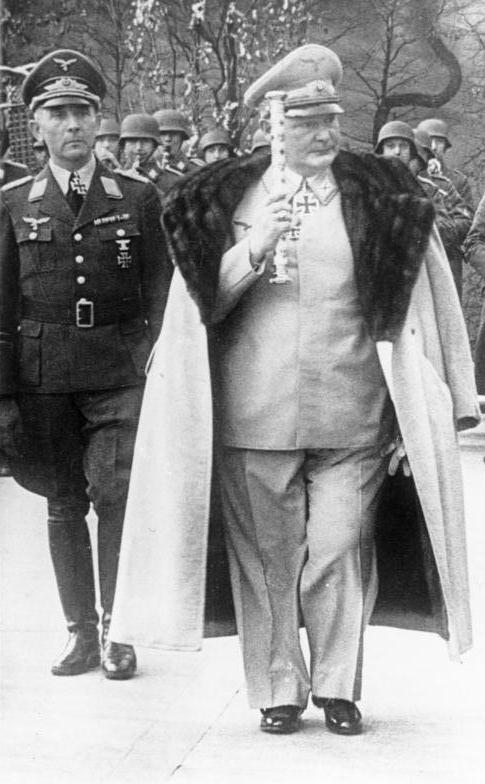
Avec Paul Conrath en 1942.

Le 19 juillet 1940, Göring devient Reichsmarschall des Großdeutschen Reiches, titre qu'il est le seul à posséder. Il est le seul durant la Seconde Guerre mondiale à recevoir la grand-croix de l'ordre de la croix de fer (de) (Grosskreuz), l'une des plus hautes distinctions allemandes, que ne s'étaient vu décerner que des chefs ayant un grand prestige tels que Blücher ou Hindenburg. Il est toujours chef suprême de l'aviation et de l'économie de guerre. À l'entrée en guerre, il est le successeur désigné de Hitler. On le surnomme « l'Homme de fer » et il jouit d'une très grande popularité dans la population allemande.
Paradoxalement, Hermann Göring est alors opposé à la guerre, qu'il juge trop risquée tant que l'Angleterre reste en lice. Or, lorsque Hitler sacrifie les chasseurs aux bombardiers, l'ancien pilote de chasse ne fait aucune objection : en fait, il n'ose s'opposer de front à son chef. Il multiplie les vantardises et les échecs. Fin mai 1940, il obtient que Hitler stoppe ses blindés aux portes de la poche de Dunkerque, promettant que son aviation suffirait à liquider les forces franco-britanniques massivement encerclées : en réalité, la Royal Air Force perd deux fois moins d'appareils que la Luftwaffe qui se montre impuissante à empêcher l'évacuation spectaculaire de 400 000 soldats britanniques et français. En 1941, après son échec dans la bataille d'Angleterre qui oppose frontalement la Luftwaffe à la chasse anglaise, le Reichsmarschall reste quelque temps dans l'ombre.
Il déclare un jour dans une interview : « Si une seule bombe ennemie tombe un jour sur Berlin, je veux bien m'appeler Meier ». Quelques mois plus tard, des bombes américaines et britanniques vont pleuvoir sur le Grand Reich. Pourtant les Berlinois, qui ne l'appellent plus que « Hermann Meier » par ironie, ne retirent pas leur sympathie à ce personnage haut en couleur et fanfaron dont ils ignorent ou négligent les actes criminels, au point que Hitler, conscient de la popularité de Göring, se garde de le disgracier publiquement malgré son irritation croissante envers ses échecs répétés.
En mai 1941, Göring, connaissant les plans de l'opération Barbarossa, réunit une commission de cinquante experts et cadres dirigeants dont les travaux vont mener à une mouture du Generalplan Ost, devant aboutir à une recomposition méthodique des territoires conquis sur l'URSS.
Le 31 juillet 1941, Göring charge Heydrich, chef de la sécurité du Reich, de prendre toutes les mesures nécessaires à une « solution finale de la question juive », c'est le passage à la déportation et à l'élimination massive des Juifs dans les pays européens occupés : étoile jaune, camps d'extermination (voir conférence de Wannsee).
En janvier 1943, il se vante encore en assurant à Hitler que la Luftwaffe peut continuer à approvisionner, par la voie aérienne, la 6e armée allemande assiégée à Stalingrad ; son erreur de jugement a des conséquences désastreuses pour l'Allemagne. Göring traite de lâches et d'incapables les généraux et « les héros de la bataille d'Angleterre » ; plusieurs officiers vont alors se révolter contre celui qu'ils surnomment le « bouffi » et demander sa disgrâce.
Successeur désigné de Hitler, son incapacité à tenir en respect les flottes de bombardiers alliées fait de lui non seulement une des cibles des colères de Hitler, qui ne souhaite néanmoins pas le limoger pour des raisons de prestige (son éviction aurait été exploitée par la propagande alliée), mais aussi l'une des cibles du ressentiment des industriels et des militants du parti. Il se porte cependant garant de la fidélité de la Luftwaffe à Hitler après l'attentat du 20 juillet 1944.
Durant la dernière année du conflit, il tente de redonner du moral aux hommes placés sous ses ordres, malgré le déséquilibre des forces, multipliant les visites à ses troupes cantonnées dans des aérodromes. Mais le plus souvent, il se réfugie dans la drogue et le luxe de sa propriété de Carinhall, loin de Berlin et de ses ennemis, entouré d'amis et de courtisans. Il possède par ailleurs quatre trains spéciaux, plusieurs yachts, une villa à Berlin, une maison à Obersalzberg près du Berghof de Hitler, le château de Veldenstein (de) à Neuhaus et sept pavillons de chasse en Poméranie, qu'il meuble d'œuvres d'art dont certaines spoliées à des juifs.

#### Installation à Paris
Peu après la défaite française et le début de l'occupation, Göring s'était attribué un bureau à Paris. L'élément le plus original en était une table de travail comportant comme il est usuel deux caissons mais, ce qui est particulier, avec un pistolet fixé sous le plateau, discrètement braqué sur le visiteur.

### Pillard
Cependant, même au moment où tout ce qui l'entoure commence à craquer, le Reichsjägermeister (grand « veneur » du Reich) continue à vivre dans son univers personnel, se consacrant à la chasse et collectionnant des tableaux en tant que « grand amateur de l’art de la Renaissance », spécialement fasciné par Lucas Cranach. Avec l'aide d'experts personnels comme Bruno Lohse et Walter Andreas Hofer (en), il pille les trésors artistiques des territoires occupés de l'Europe occidentale. Il est aussi, au moins jusqu'en 1942-1943, un des organisateurs essentiels du pillage économique des pays occupés, et du transfert forcé de travailleurs civils dans le Reich ; le gauleiter Fritz Sauckel, « négrier de l'Europe », lui est nommément subordonné à partir de 1942.
Non content de piller les territoires conquis pour son compte, il encourage les soldats à faire de même, sur une grande échelle, dans les territoires occupés. Ainsi, jusqu'alors limitées en volumes, les restrictions d'achat pour les soldats sont levées sur ordre de l'administration qu'il contrôle, le plan de quatre ans ; il institue ainsi un « décret paquetage », interdisant le pillage au sens strict, et autorisant les permissionnaires à rentrer chez eux avec ce qu'ils peuvent porter, sans aucune autre restriction. De plus, le nombre de paquets, d'un poids maximum de 1 200 grammes, que les soldats peuvent envoyer à leurs proches est illimité. En 1942, il fait pression sur le ministère des Finances et obtient la fin de la perception des droits de douane pour les colis envoyés en Allemagne. Jusqu'à la fin du conflit, il défend ces mesures contre les représentants du ministère des Finances, dont certains arguments peuvent parfois prêter à sourire, notamment lorsque ces derniers tentent de préciser, par exemple, le mode de transport des marchandises : celles-ci peuvent être sanglées ou traînées, mais doivent permettre le salut militaire, ce qui provoque l'ire de Göring ; en 1942, Hitler manifeste son opinion sur la question en intervenant dans ce différend en faveur du « maréchal du Reich », et cette restriction (l'obligation de la possibilité du salut militaire) est abandonnée.
De même, il joue un rôle actif dans la prédation des ressources alimentaires de l'ensemble des territoires occupés par le Reich : ainsi, le 6 août 1942, ayant réuni l'ensemble des responsables économiques des différents commandements de troupes d'occupation, il exige d'eux un rendement plus important encore des pillages de denrées alimentaires au profit du Reich, balayant d'un revers de main leurs objections. Lors de la fête de la moisson de 1942, il prononce d'ailleurs un discours dans lequel il associe ce pillage, qui aboutit à la couverture des besoins alimentaires du Reich par les importations venues des pays occupés, à l'augmentation des rations octroyées aux citoyens allemands.

### Fonctions de plus en plus inutiles
Depuis de longs mois, Göring, absent de l'entourage immédiat de Hitler, est systématiquement dénigré, notamment par Goebbels. Celui-ci, conscient de l’impopularité du chef de la Luftwaffe dans le Reich, propose même à de nombreuses reprises de le limoger ; Hitler lui-même se montre réceptif à ces critiques en parlant du fiasco total de la Luftwaffe. Pour tenter de s'opposer à ces manœuvres, il assiste très souvent aux réunions de l'état-major, auxquelles est présent Hitler ; il est ainsi présent à celui du 6 avril 1945, durant lequel Gotthard Heinrici, chargé de la défense de Berlin, doit exposer ses plans : il propose à ce dernier un renfort de 100 000 hommes de la Luftwaffe, inaugurant une surenchère de la part des commandants présents.
Le 20 avril, il assiste au 56e anniversaire de Hitler, après avoir vidé sa propriété, tout expédié à Berchtesgaden et donné des ordres pour son dynamitage. Dans un Reich coupé en deux, il conserve le commandement de la Luftwaffe qu'il exerce depuis Berchtesgaden.

### Disgrâce

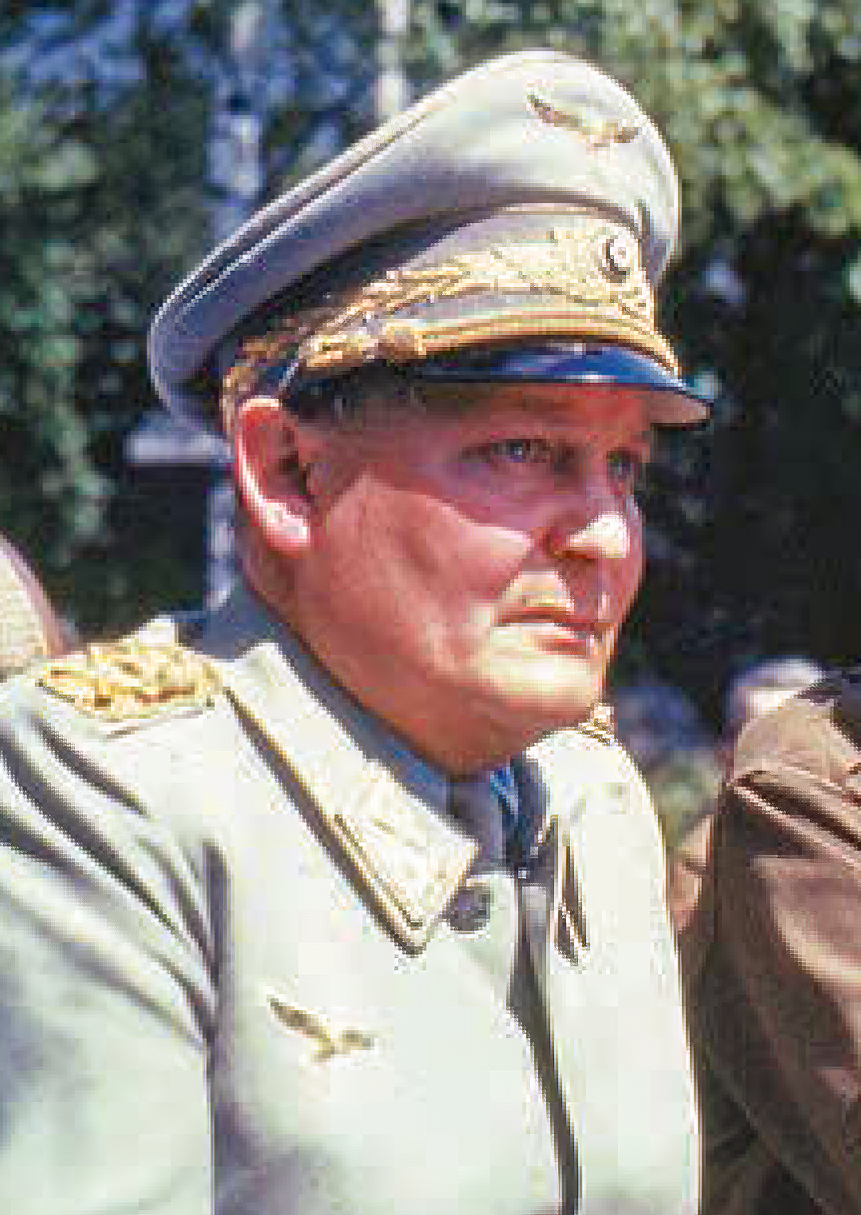
Hermann Göring, après son arrestation, est temporairement détenu à Augsburg-Bärenkeller avant d'être transféré au camp Ashcan, photographie du 11 mai 1945.

Sur la foi du récit de la crise de désespoir de Hitler du 22 avril, il interprète les propos de Hitler comme un mandat pour négocier ; mais peu après, ce dernier, revigoré, démet le maréchal du Reich de tous ses titres et de toutes ses charges, et le fait placer en résidence surveillée au Berghof ; cette disgrâce doit beaucoup aux manœuvres de Bormann, un de ses ennemis les plus acharnés, qui présente la demande de Göring comme une trahison. Dans les derniers jours de la guerre, le 25 avril 1945, Göring est définitivement désavoué, et même condamné à mort par son Führer pour avoir tenté de prendre le pouvoir alors que celui-ci s'était enfermé dans le Führerbunker dans Berlin assiégé. Il est remplacé par Robert von Greim.
Hitler lui accorde néanmoins la grâce au vu de ses services passés, et se contente de le faire assigner à résidence par les SS. Le Führer exclut Göring du parti national-socialiste dans son testament du 30 avril, ainsi que Himmler, avant de se suicider. Quelques jours plus tard, le 8 mai 1945 Göring se rend aux Américains de la VIIe Armée US à Bruck an der Großglocknerstraße, en Autriche, avant qu'il soit interné au camp Ashcan à Mondorf-les-Bains, au Luxembourg.

## Procès de Nuremberg

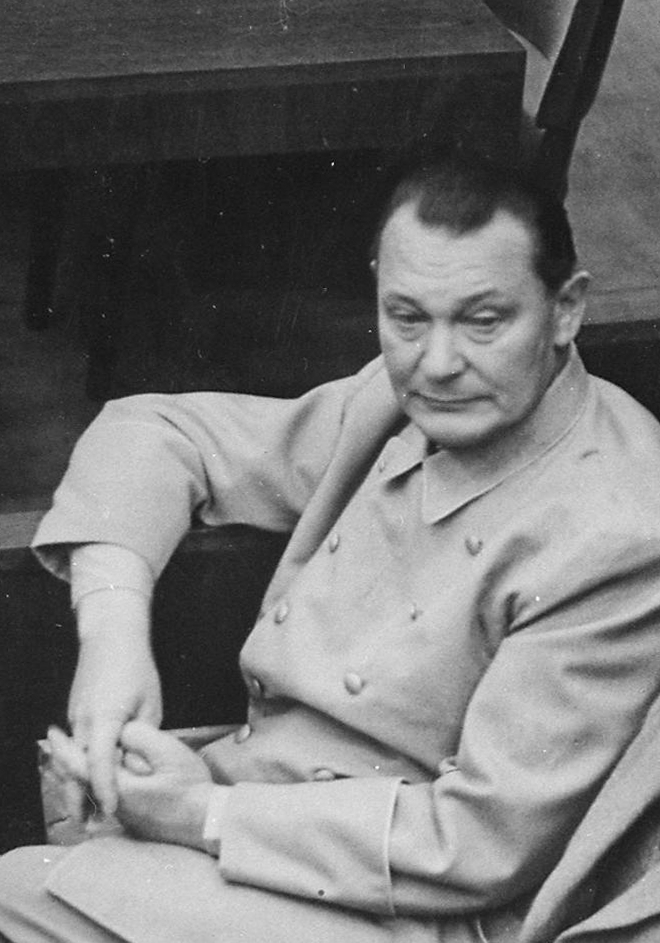
Göring lors du procès de Nuremberg.

Le 21 mai 1945, il est interné dans le camp américain de Mondorf-les-Bains : cet homme lourd de 140 kilos est alors presque impotent et a perdu une partie de ses facultés intellectuelles, d'après les témoignages du médecin de la prison. En effet, après avoir été blessé pendant le putsch manqué de 1923, il avait commencé à absorber des doses massives de morphine, puis après plusieurs laborieuses cures de sevrage, il avait commencé une addiction à la dihydrocodéine, dérivé d'un opiacé, la codéine, qu'il avait accumulée dans des doses faramineuses. Lors de sa fouille à Mondorf-les-Bains, 20 000 comprimés de 10 mg y avaient été découverts. Il en était devenu dépendant, jusqu'à son arrivée à la prison où il est enfin et à nouveau sevré, notamment avec l'aide du psychiatre Douglas Kelley. Cela contribua à lui faire perdre une grande partie de sa surcharge pondérale et retrouver ses facultés. Il affirme son ascendant sur ses codétenus et se présente à la barre comme le plus haut responsable nazi après Hitler, assumant les actes du IIIe Reich.
Au procès de Nuremberg, il fait rectifier les mauvaises traductions pendant les interrogatoires, car il maîtrise la langue anglaise, et déstabilise le procureur américain Jackson, notamment en se lançant dans des discours fleuves en réponse à ses questions. Plus patient et plus concret, le procureur britannique, sir David Maxwell Fyfe, a plus de succès dans son contre-interrogatoire (21 mars) : ce dernier fait allusion à l'exécution sommaire de cinquante prisonniers de la Royal Air Force, attaquant directement son honneur de soldat qui lui tenait très à cœur. Göring est condamné à mort pour plan concerté ou complot, crimes contre la paix, crimes de guerre et crimes contre l'humanité.

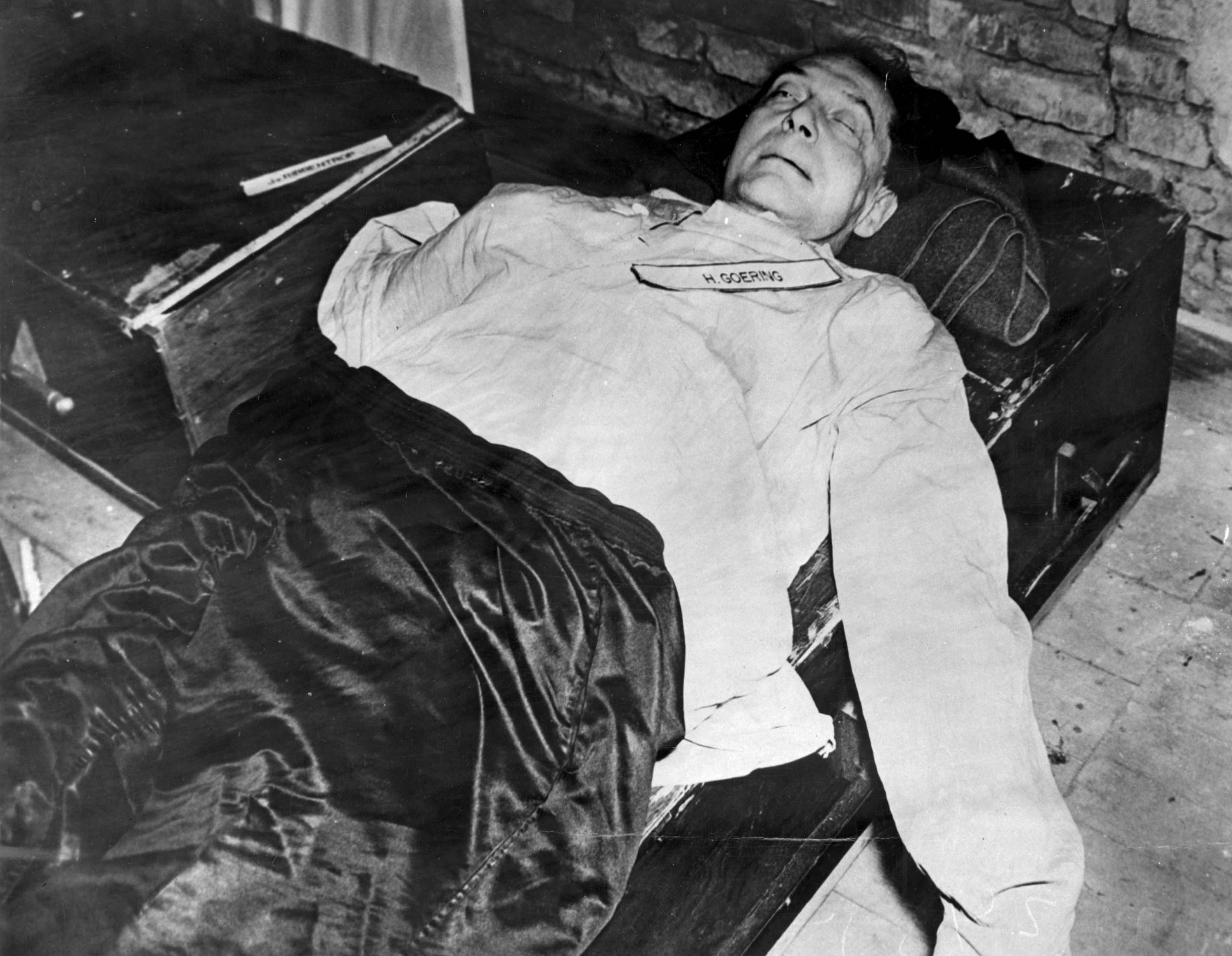
Corps de Göring.

Göring s'empoisonne le 15 octobre 1946, pour échapper à l'humiliation de la pendaison. Il meurt dans sa cellule après avoir absorbé une capsule de cyanure, probablement fournie par un jeune garde américain. En effet l'un des gardes de Göring, âgé de 19 ans à l'époque et nommé Herbert Lee Stivers, avouera en février 2005 lui avoir transmis un stylo contenant un prétendu médicament. Celui-ci lui aurait été remis par deux Allemands qui prétendaient que le condamné était malade. Jeune, crédule et amouraché d'une Allemande qu'il voulait impressionner, Stivers accepta de transmettre le stylo et ne révéla ce geste que cinquante-huit ans plus tard.
Le corps de Hermann Göring fut incinéré et ses cendres dispersées dans l'Isar, affluent du Danube.

## Décorations
- Croix de fer de 2e classe
- Croix de fer de 1re classe
- Croix Pour le Mérite

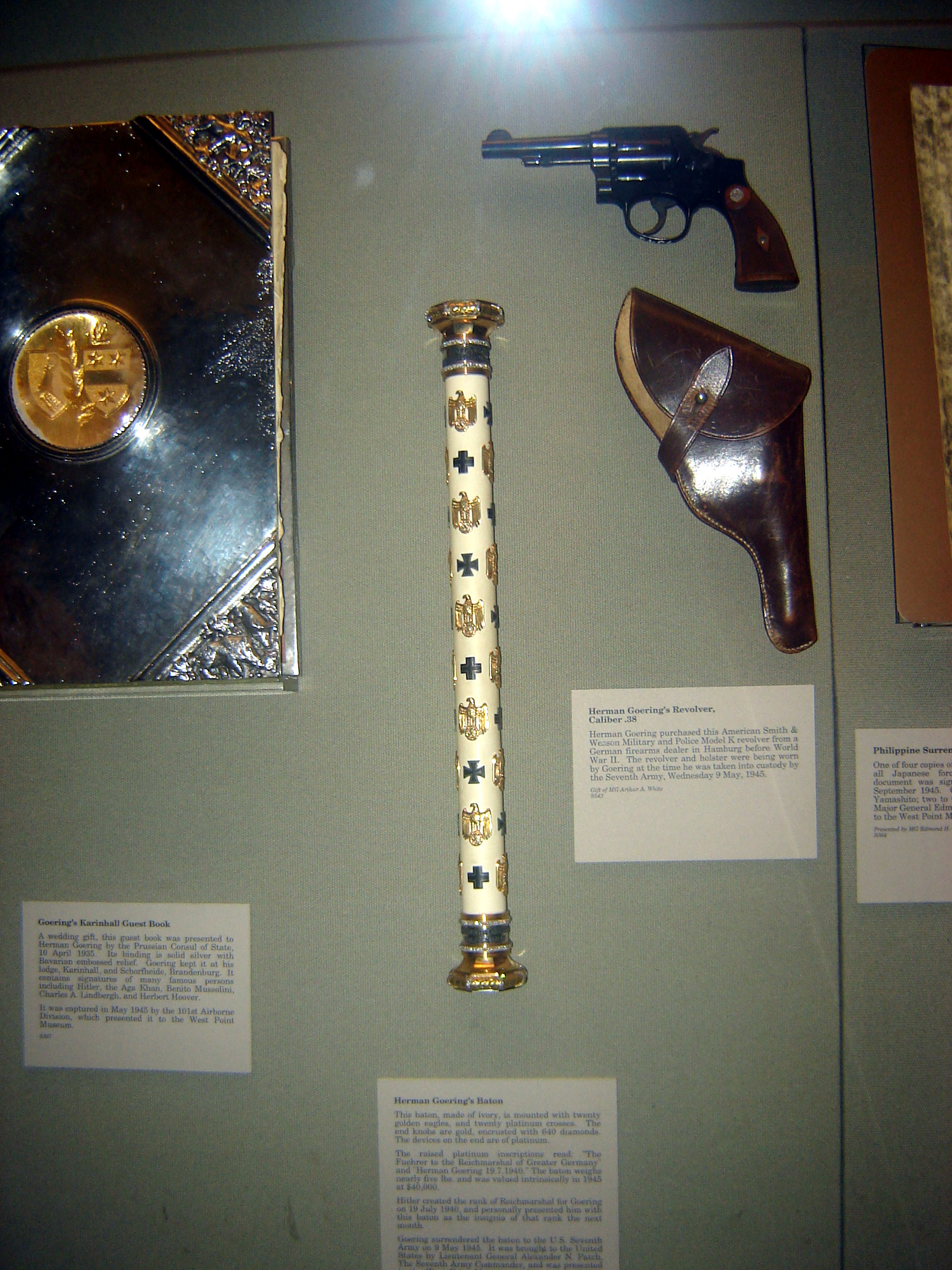
Le bâton de Reichsmarschall de Göring et son revolver Smith & Wesson. Objets exposés au musée de West Point.

- Grand-croix de l'ordre de la croix de fer (le seul récipiendaire entre la création de la décoration, en 1939, et 1945)
- Ordre du Lion de Zaeringen avec glaives
- Ordre de Carl Friedrich avec glaives
- Médaille Hohenzollern avec glaives de 3e classe
- Insigne d'honneur en or du parti nazi
- Collier de l'ordre de l'Annonciade
- Grand-croix de l'ordre de saint Maurice et de saint Lazare (Italie)

Il avait un bâton de maréchal « en ivoire constellé d'aigles d'or, serti de six cent quarante diamants et de croix gammées en platine ».

## Albert Göring
Albert Göring (1895-1966), frère cadet de Hermann Göring, rejeta l'idéologie nazie et, usant de l'influence de son frère, permit à de nombreux dissidents d'échapper au régime. Ses actes de résistance ne furent jamais publiquement reconnus. Selon les archives du KGB, citées dans le livre de Julian Semenov 17 moments du printemps, Albert Göring utilisa sa position de frère cadet du maréchal du Reich afin de faire libérer les gens pour lesquels il éprouvait de la sympathie. Une fois, il envoya une demande de libération au chef d'un camp de concentration, en signant « Göring ». Par peur, le chef de camp fit libérer l'ami d'Albert Göring, ainsi qu'un dissident allemand qui portait le même nom. Cela provoqua un énorme scandale et la SS ouvrit une enquête. Hermann Göring dut user de tout son pouvoir pour faire libérer son frère.

## Dans les arts et la culture populaire

### Filmographie

#### Cinéma
- 1940 : Le Dictateur, joué par Billy Gilbert
- 1941 : Citizen Kane, joué par Carl Faulkner
- 1943 : Der Fuehrer's Face, acteur non crédité
- 1945 : 
  - Herr Meets Hare, joué par Mel Blanc
  - Spinach Fer Britain, acteur non crédité
- 1955 : La Fin d'Hitler, de Georg Wilhelm Pabst, joué par Hermann Erhardt
- 1955 : Ernst Thälmann – Führer seiner Klasse, film de Kurt Maetzig, joué par Kurt Wetzel
- 1962 : La Vie privée d'Hitler, joué par John Mitchum
- 1968 : Les Producteurs, joué par Barney Martin
- 1969 : La Bataille d’Angleterre, joué par Hein Riess (de)
- 1971 : Le Baron Rouge, joué par Barry Primus
- 1996 : The Empty Mirror (en), joué par Glenn Shadix.
- 1996 : Le Roi des Aulnes, joué par Volker Spengler
- 2004 : La Chute, joué par Mathias Gnädinger (de)
- 2008 : Walkyrie, joué par Gerhard Haase-Hindenberg (de)
- 2009 : Inglourious Bastard, joué par Sönke Korries
- 2010 : Jackboots, joué par Richard Griffiths
- 2014 : Monuments Men, joué par Udo Kroschwald

#### Télévision

##### Emission
- 1973 : The Death of Adolf Hitler, joué par Rober Cawdron
- 1977 : Saturday Night Live, joué par John Belushi

##### Téléfilm
- 1981 : Le Bunker, joué par David King
- 1983 : Le souffle de la guerre, joué par Reinhard Kolldehoff
- 1989 : War and Remembrance, joué par Michael Wolf
- 1991 : The man who lived at the Ritz, joué par Joss Ackland
- 2000 : Nuremberg, joué par Brian Cox.
- 2003 : Hitler : la Naissance du mal, joué par Chris Larkin
- 2005 : Speer et Hitler, l'architecte du diable, joué par Hannes Hellmann
- 2006 : 
  - Nuremberg, le procès des nazis, joué par Robert Pugh
  - Nuremberg, Goering's last stand, joué par Hannes Hellmann
- 2008 : Livrez-nous Grynszpan joué par Hannes Hellmann
- 2010 : J'étais à Nuremberg, joué par Jean-Philippe Lafont
- 2015 : Arletty, une passion coupable, joué par Vincent Nemeth

##### Série
- 1995 : Les Aventures du jeune Indiana Jones, joué par Karel Dobrý (en)
- 2018 : Hitler et le cercle du mal (série Netflix)

### Jeux vidéo
- 2016 : Hearts of Iron IV, il est un homme politique recrutable pour l’Allemagne nazie en tant que chef de la Luftwaffe

### Littérature

#### Bande dessinée
- 2010 : dans Namibia, tome 1 et 2, de Rodolphe, Léo et Marchal, (éditions Dargaud).

#### Roman
- 1970 : Le Roi des Aulnes évoque son nom pour la chasse et les divertissements au milieu de la guerre.
- 1971 : Il est l'un des personnages principaux du cycle romanesque de SF Le Fleuve de l'éternité de Philip José Farmer, qui décrit un monde où l'ensemble de l'humanité a été ressuscitée.
- 2002 : Le Musée perdu de Steve Berry
- 2014 : apparaît en flash-back comme un personnage récurrent dans La faiseuse d'anges de Camilla Läckberg, série « Erica Falck et Patrik Hedström ». Actes Sud coll. Actes Noirs (réédition Actes Sud coll. Babel noir en 2017), traduction française Lena Grumbach.

- 2023 : L'annonce faite à Goering, de Jean-Pierre Cabanes (Albin Michel), sur le détournement des œuvres d'art à Paris pendant l'Occupation.

#### Théâtre
- 2010 : Du cristal à la fumée, joué par Bernard-Pierre Donnadieu
- 2012 : Nuremberg, la fin de Goering, joué par Gotz Burger